# Fast4 Tennis
Fast4 Tennis ist eine Tennisvariante, die von Tennis Australia initiiert wurde und dank abgewandelter Regeln zu einem kürzeren Tennisspiel führt.
Während die große Mehrheit der professionellen Turniere noch im traditionellen Format durchgeführt wird, gab es einige Pilotversuche des Fast4-Formats oder seiner Varianten bei professionellen Turnieren (z. B. beim Hopman Cup oder den NextGen-Turnieren). Die NextGen-Ausgabe 2018 hingegen verwendete die No-Let-Regel bei Aufschlägen nicht. In einigen Ländern (z. B. im Vereinigten Königreich) kommt das Format bei Turnieren auf niedrigeren Stufen bereits häufiger zur Anwendung. Zu den Vorteilen gehören kürzere Turniere (somit weniger Zeitaufwand für die Spieler), kürzere Spiele (weniger große physische Belastung der Spieler) und in der Regel besser vorhersehbare Spieldauer.

## Geschichte
Die Tests mit dem Fast4-Format begannen im Oktober 2014 in Melbourne. Aber auch Clubs in ganz Australien testeten das Format. Das erste große öffentliche Spiel von Fast4 fand am 12. Januar 2015 statt, als Roger Federer und Lleyton Hewitt in einem Schaukampf in Sydney gegeneinander spielten. Federer gewann mit 4:3 (5:3), 2:4, 3:4 (3:5), 4:0, 4:2. Rafael Nadal nahm am 13. Januar 2015 mit einem Schaukampf im Melbourne Park, dem Austragungsort der Australian Open, an der Fast4-Promotion teil.
Seit September 2015 werden in Großbritannien U10- bis U18-Tennisturniere im Fast4-Format durchgeführt.
Beim internationalen Hopman Cup in Perth wurden 2017 und 2018 die abschließenden Mixed-Partien im Fast4-Format gespielt. Ebenfalls im Fast4-Modus werden die Next Generation ATP Finals veranstaltet.
Alle Partien des Swiss Tennis Pro Cups Ende Juli 2020, bei dem sich die Schweizer Tennis-Nationalmannschaften der Männer und Frauen in Biel mannschaftsintern duellierten, wurden nach den Fast4-Regeln gespielt.

## Regeln
Die Fast4-Tennisregeln (Auszug) sind eine Modifikation der traditionellen Tennisregeln, mit den folgenden wesentlichen Änderungen:
1. Spiele im Einzel werden mit Best-of-Three (zwei Gewinnsätzen) oder Best-of-Five (drei Gewinnsätze), kurzen Sätzen (auf vier gewonnene Spiele) mit einem kurzen Tie-Break beim Stand von 3:3 gespielt.
2. Ein kurzer Tie-Break ist ein Tie-Break, der bis fünf Punkte gespielt wird. Sudden Death entscheidet beim Stand von 4:4. Der Spieler, der zu Beginn des Tie-Breaks an der Reihe ist (Spieler A), erhält zwei Aufschläge. Der gegnerische Spieler (Spieler B) erhält dann zwei Aufschläge. Spieler A (oder Teamkollege von Spieler A im Doppel) darauf wiederum zwei Aufschläge. Spieler B (oder Teamkollege von Spieler B im Doppel) erhält dann wieder zwei Aufschläge. Wenn die Punktzahl 4:4 erreicht, wird Spieler B (oder der Teamkollege von Spieler B im Doppel) beim letzten Punkt aufschlagen, wobei Spieler A entscheidet, von welcher Aufschlagseite er retournieren möchte. Die Spieler wechseln die Seiten erst, nachdem die ersten vier Punkte gespielt wurden.
3. Alle Einzel- und Doppelspiele werden ohne Vorteilswertung (no-advantage) gespielt, wobei der Rückschläger die Aufschlagseite auswählt, wenn das Spiel den Spielstand 40:40 erreicht.
4. Es wird No-Let gespielt, d. h. wenn der Ball bei einem Aufschlag auf die Netzkante trifft und im richtigen Aufschlagfeld landet, wird das Spiel fortgesetzt. Trifft der Ball im Doppel auf die Netzkante und landet im richtigen Aufschlagfeld, dürfen beide Rückschläger den Ball zurückspielen.
5. Beim Seitenwechsel am Ende eines Spiels und beim Tie-Break muss das Spiel fortlaufend sein und die Spieler müssen innerhalb von 60 Sekunden nach Beendigung des vorherigen Spiels spielbereit sein. Es ist Spielern während eines Satzes nicht gestattet, sich beim Seitenwechsel hinzusetzen.
6. Am Ende jedes Satzes muss eine Satzpause von maximal 90 Sekunden erfolgen. Die maximale Pausenzeit beginnt von dem Moment an, an dem ein Punkt endet, bis der erste Aufschlag für den nächsten Punkt ausgeführt wird. Die Spieler dürfen sich am Ende eines Satzes setzen.
7. Bei Satzgleichstand nach dem 2. Satz wird zur Entscheidung ein Champions-Tie-Break auf 10 Punkte mit Zwei-Punkte-Vorsprung am Ende gespielt.

## Kontroverse
Seit der ersten Verbreitung des Fast4-Formats im Wettkampftennis in Australien und Großbritannien werden einige Aspekte kontrovers diskutiert.
- Mehr und andere Entscheidungspunkte (Spannung)
  - Da im Tiebreak nicht mehr zwei Punkte Differenz benötigt werden, kommt es schneller zu Entscheidungspunkten, die für beide Spieler gleichzeitig Satz-, Matchball oder gar Championship-Point sein können.
  - Ohne Einstand gibt es mehr „Big-Points“, eine Partie kann somit schneller gewonnen oder verloren sein. Ein Außenseiter hat mehr Chancen, eine Partie gegen einen deutlich höher klassierten Gegner zu gewinnen.
- Entlastung für Profis und den Turnierkalender
  - Die oft sehr langen Spiele mit hoher physischer Belastung führen bei Profis vermehrt zu Verletzungen. Kürzere Spiele reduzieren dieses Risiko. Auch der sehr dichte Turnierkalender wird entlastet.
- Aufschlag weniger spielentscheidend
  - Statistische Untersuchungen an der Cardiff Metropolitan University haben ergeben, dass der Aufschlag beim Fast4-Format einen weniger großen Einfluss auf das Spielergebnis hat als beim traditionellen Format. Zudem dauern die Spiele weniger lang.[8]
- No-Let-Aufschläge
  - Diese Regel besagt, dass Aufschläge, die an der Netzkante hängen bleiben und trotzdem noch im richtigen Servicefeld landen, gespielt werden müssen. Dies schließt Aufschläge ein, die durch einen solchen Kontakt erheblich verlangsamt werden. Es kann daher schon beim Aufschlag zu praktisch unspielbaren Netzrollern kommen; auch bei wichtigen Punkten in einem Spiel.
  - Ein Hauptargument für No-Let-Aufschläge ist, dass die Möglichkeit des Betrugs durch den Rückschläger beim Aufschlag ausgeschlossen ist: Der Rückschläger kann nicht mehr die Wiederholung des Aufschlags fordern, indem er behauptet, ein gültiger Aufschlag habe das Netz berührt.
- Das Endergebnis wird stärker von Zufallsfaktoren bestimmt.
  - Während beim traditionellen Format normalerweise bei fast gleich starken Gegnern doch der stärkere Spieler gewinnt, wird der Ausgang beim Fast4-Format stärker von Zufallsfaktoren bestimmt. Es gibt oft nur begrenzte Möglichkeiten, sich von einem schlechten Start oder einem Break zu erholen.
  - Andererseits erhoffen sich die Veranstalter dadurch mehr Spannung, dass der Ausgang bei unterschiedlich starken Spielern offener ist.

## Alternative kürzere Formate

### Thirty30 Tennis
Beim Thirty30-Tennis beginnt jedes Spiel bei 30:30.

### Modifiziertes Fast4
- Rückkehr zum traditionellen Let anstelle der No-Let-Regel.
- Modifiziertes No-Let, bei dem der Aufschlag vor dem zweiten Aufprall die Grundlinie (oder die Aufschlaglinie) erreichen muss.
- Verzögerung des entscheidenden Punktes in einem Spiel bis zum zweiten Einstand, als Silver Deuce bezeichnet, auch bekannt als „Silber-Einstand“. Dadurch wird die Situation vermieden, dass der erste Spieler, der „40“ erreicht, zwei Spielpunkte hat.

### Andere Kurzformate
- Keine No-Let-Aufschläge
- Silver Deuce kann oder sollte verwendet werden, um die Spieldauer und die Spielzeit vorhersehbar zu verbessern. Daher bleibt mehr Zeit, sich von einem Fehler, einem Formtief oder einem Zufallsereignis zu erholen.